# Plectris acutesetosa
Plectris acutesetosa är en skalbaggsart som beskrevs av Frey 1974. Plectris acutesetosa ingår i släktet Plectris och familjen Melolonthidae. Inga underarter finns listade i Catalogue of Life.